# Qana
Qana (1 połowa VII w. p.n.e.) – władca krainy Dilmun (identyfikowanej obecnie z Bahrajnem), współczesny asyryjskiemu królowi Asarhaddonowi (680-669 p.n.e.). Wspomniany w jednej, mocno uszkodzonej inskrypcji Asarhaddona pochodzącej z Aszur, w której król asyryjski chwali się nałożeniem na niego trybutu. Imię Qana jest najprawdopodobniej pochodzenia zachodniosemickiego.